# Herz-Jesu-Kirche (Klettwitz)

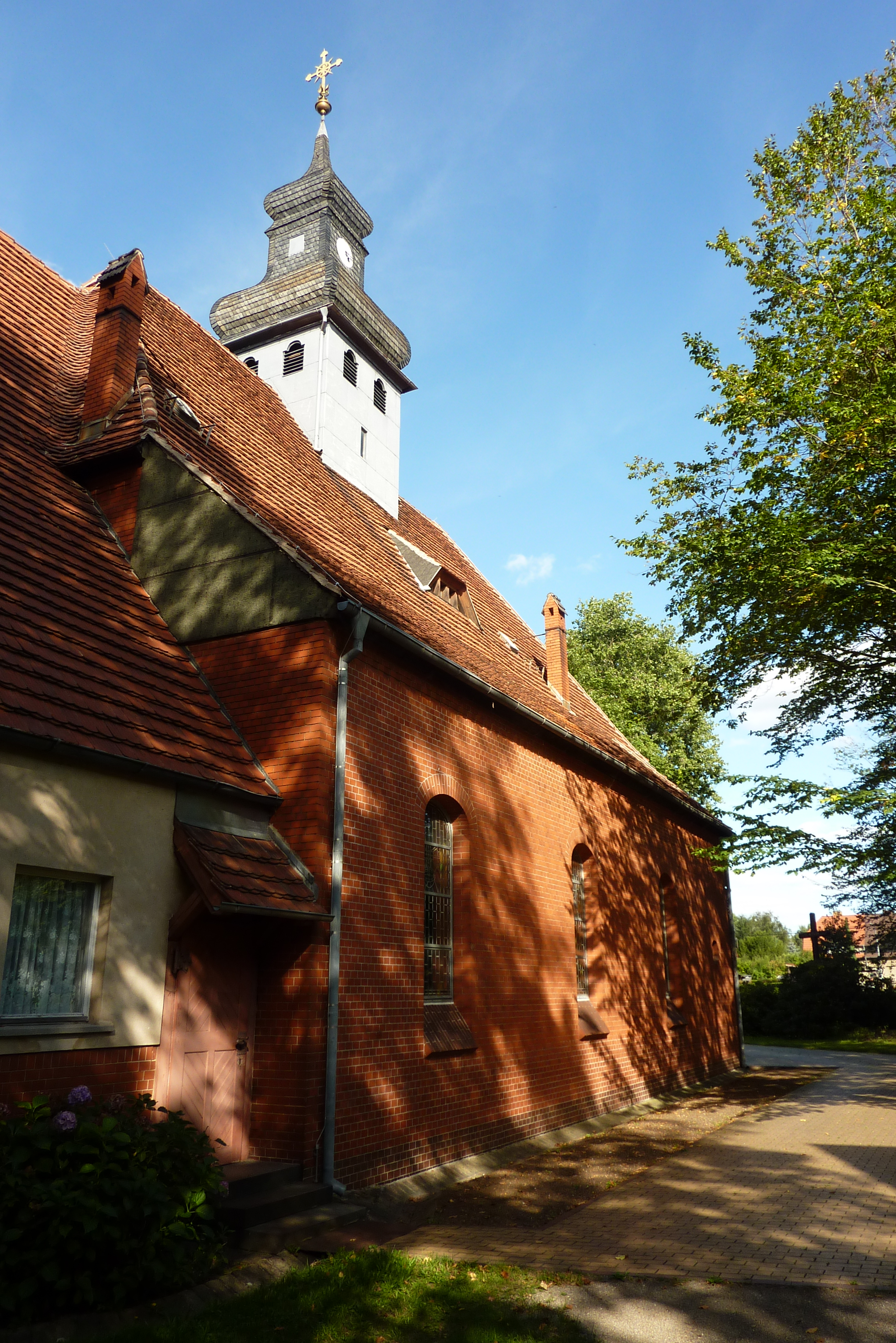
Blick vom Pfarrgarten aus

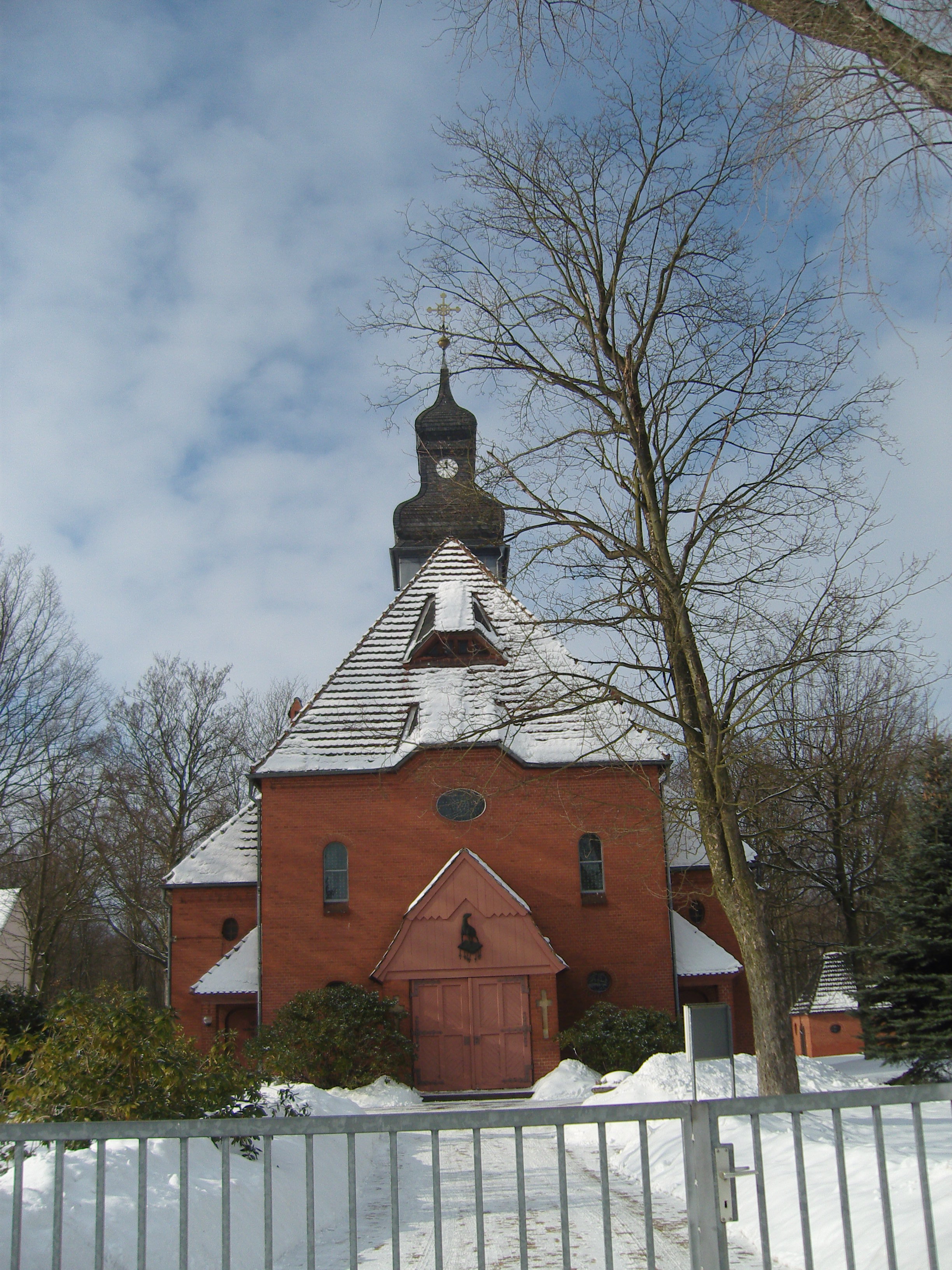
Kirche im Winter

Die katholische Pfarrkirche Heiligstes Herz Jesu in Klettwitz, seit 2001 ein Ortsteil der Gemeinde Schipkau, stammt aus dem Jahr 1909. Sie steht unter Denkmalschutz. Vom 1. November 2006 bis zum 27. September 2015 war sie die Pfarrkirche der gleichnamigen Pfarrgemeinde mit den Filialkirchen Heiliges Kreuz in Schwarzheide und St. Marien in Ruhland. Zum 27. September 2015 wurden die Pfarreien Klettwitz und Senftenberg zusammengelegt und St. Peter und Paul Senftenberg zur Pfarrkirche der gleichnamigen Pfarrei.

## Geschichte
Mit dem Zuzug katholischer Arbeiter aus Polen, Oberschlesien und dem Rheinland nach der Mitte des 19. Jahrhunderts stieg das Bedürfnis nach katholischem Gottesdienst in Klettwitz. Zunächst wurden provisorische Räumlichkeiten genutzt. Kirchenbücher gab es bereits seit 1907. Im Jahr 1909 wurde die Kirche errichtet und nach nur viermonatiger Bauzeit am 24. Oktober 1909 geweiht. Bis zum Jahr 1945 wurde der Gottesdienst auf Deutsch und Polnisch gehalten.

## Architektur
Die Herz-Jesu-Kirche ist eine schlichte neobarocke Backsteinkirche mit Portalvorzeichen und einem turmartigen, haubenbekrönten Dachreiter. Der weiß gefasste, rundbogige Innenraum ohne Architekturschmuck ist mit durchbrochenen Wandpfeilern zur Dreischiffigkeit erweitert und trägt ein Tonnengewölbe. Der rund geschlossene Altarraum ist mit einem Chorbogen abgeteilt.

## Ausstattung

### Kunstwerke
Die Marienfigur wurde um 1920 geschaffen. Der Altarraum wurde 1965 vom Architekten Wolfram Starke umgestaltet. Bei den aus dem Jahr 1930 stammenden Bleiglasfenstern, dem aus dem Jahr 1909 stammende Taufstein und dem Kreuzweg wurden 1996 die ursprünglichen Farben wiederhergestellt.
Der Kreuzweg wurde 1996 restauriert und mit der ursprünglichen Bemalung erneuert.
Des Weiteren befinden sich vier Heiligenfiguren in der Kirche, Barbara, Anna sowie die Apostel Petrus und Paulus.
Vortragekreuz und Lamm Gottes im Eingangsbereich wurden von Friedrich Schötschel aus Biesenthal geschaffen.

### Fenster
Die Buntglasfenster aus dem Jahr 1930 zeigen die sieben Sakramente.

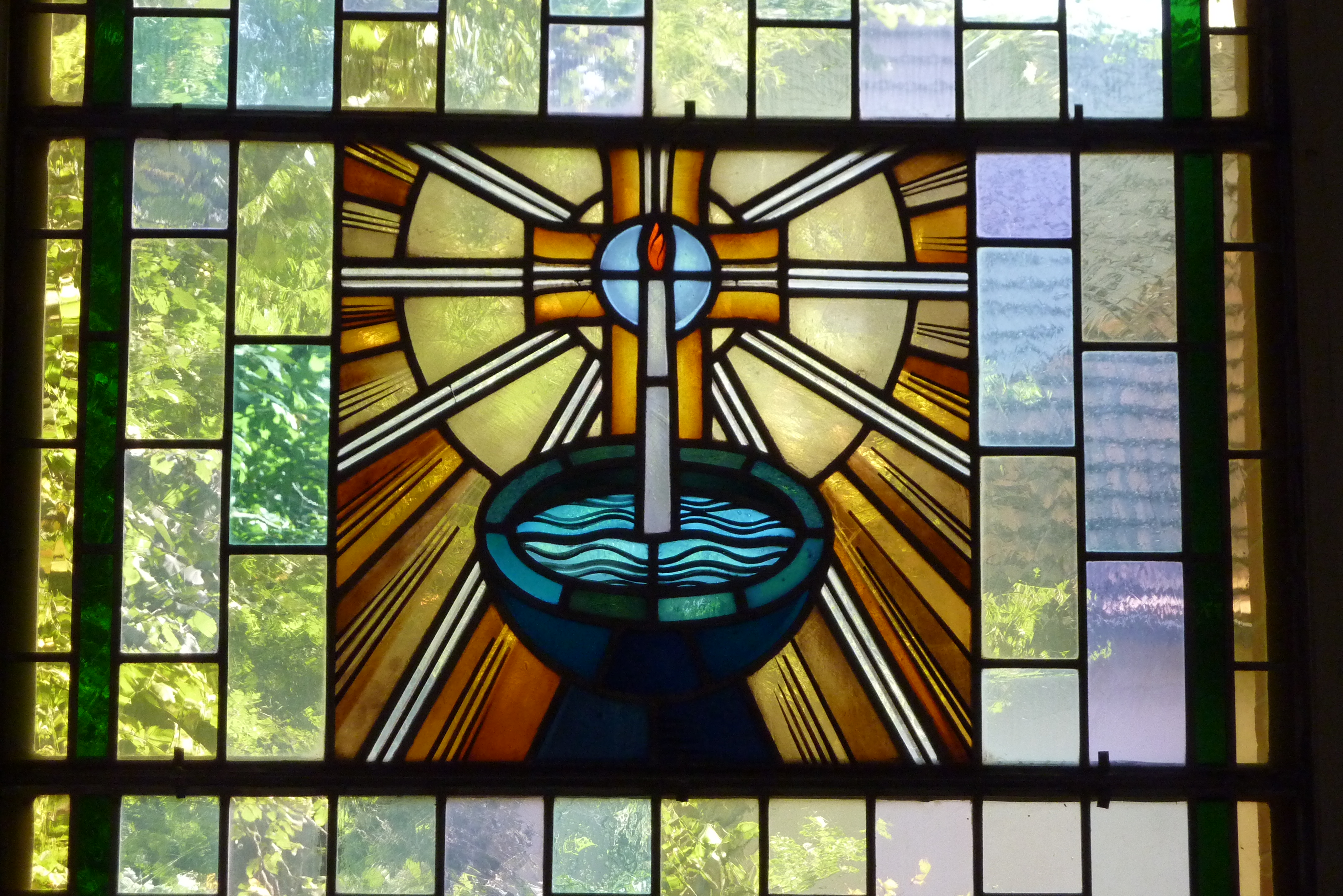
Die Taufe
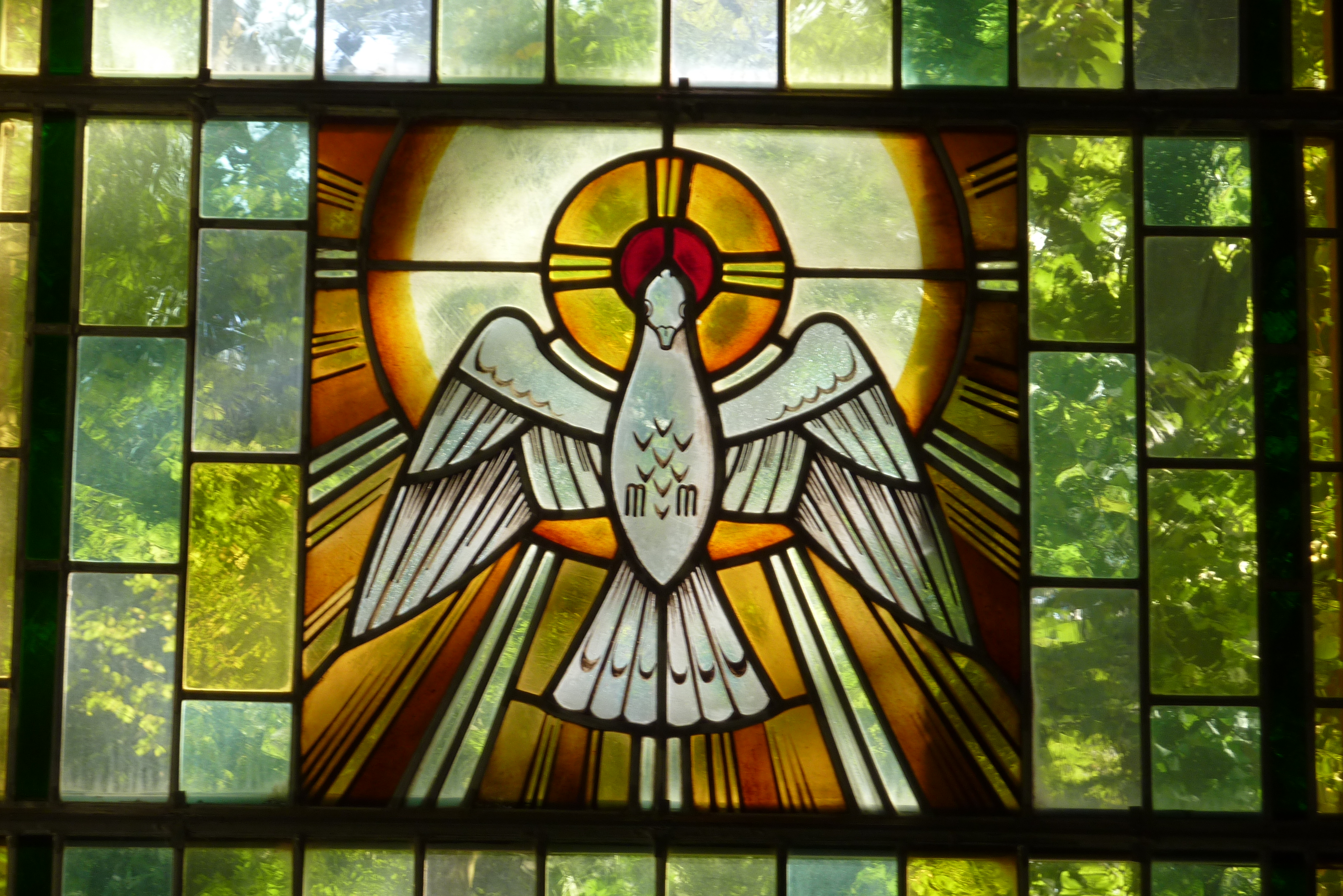
Die Firmung
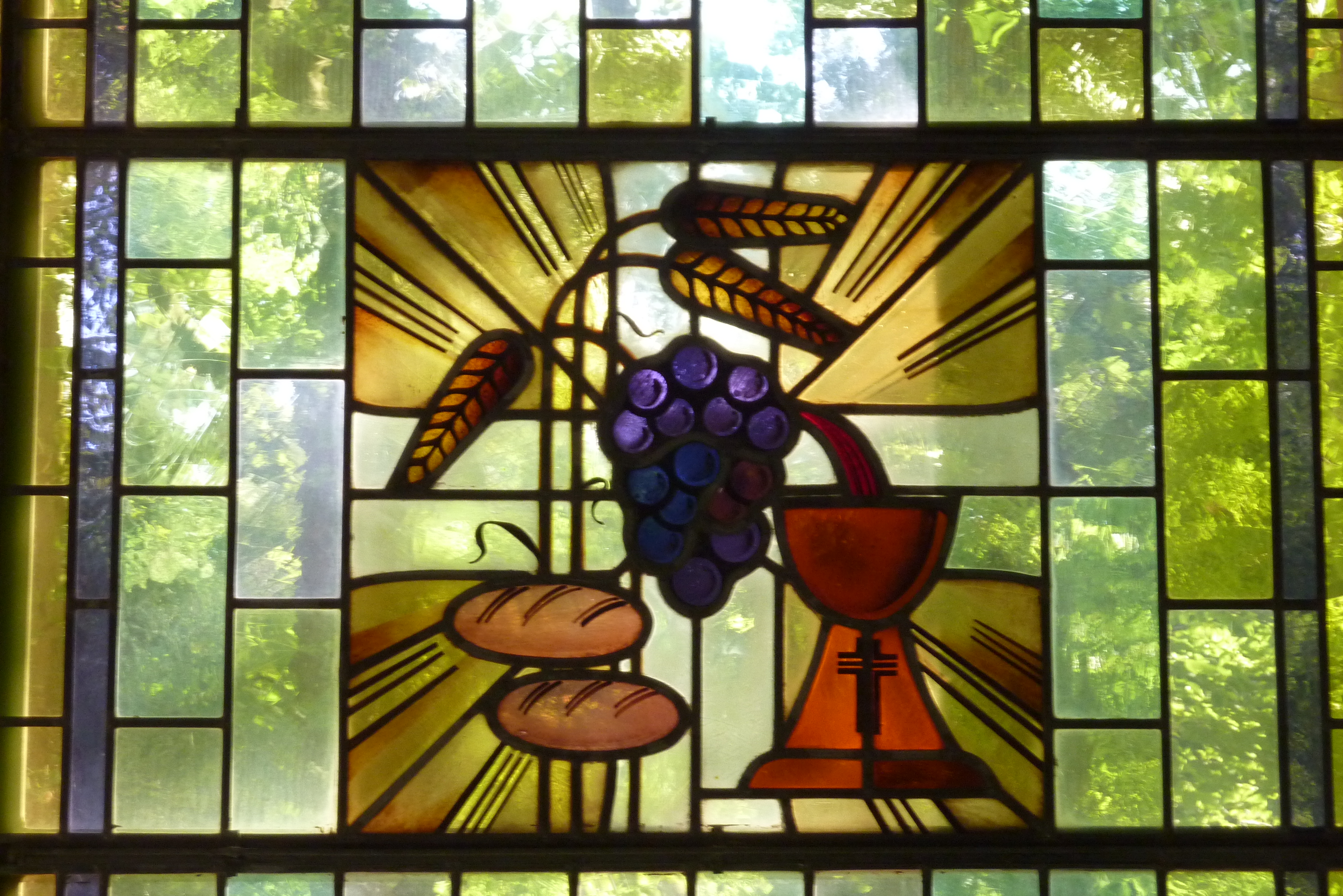
Die Eucharistie
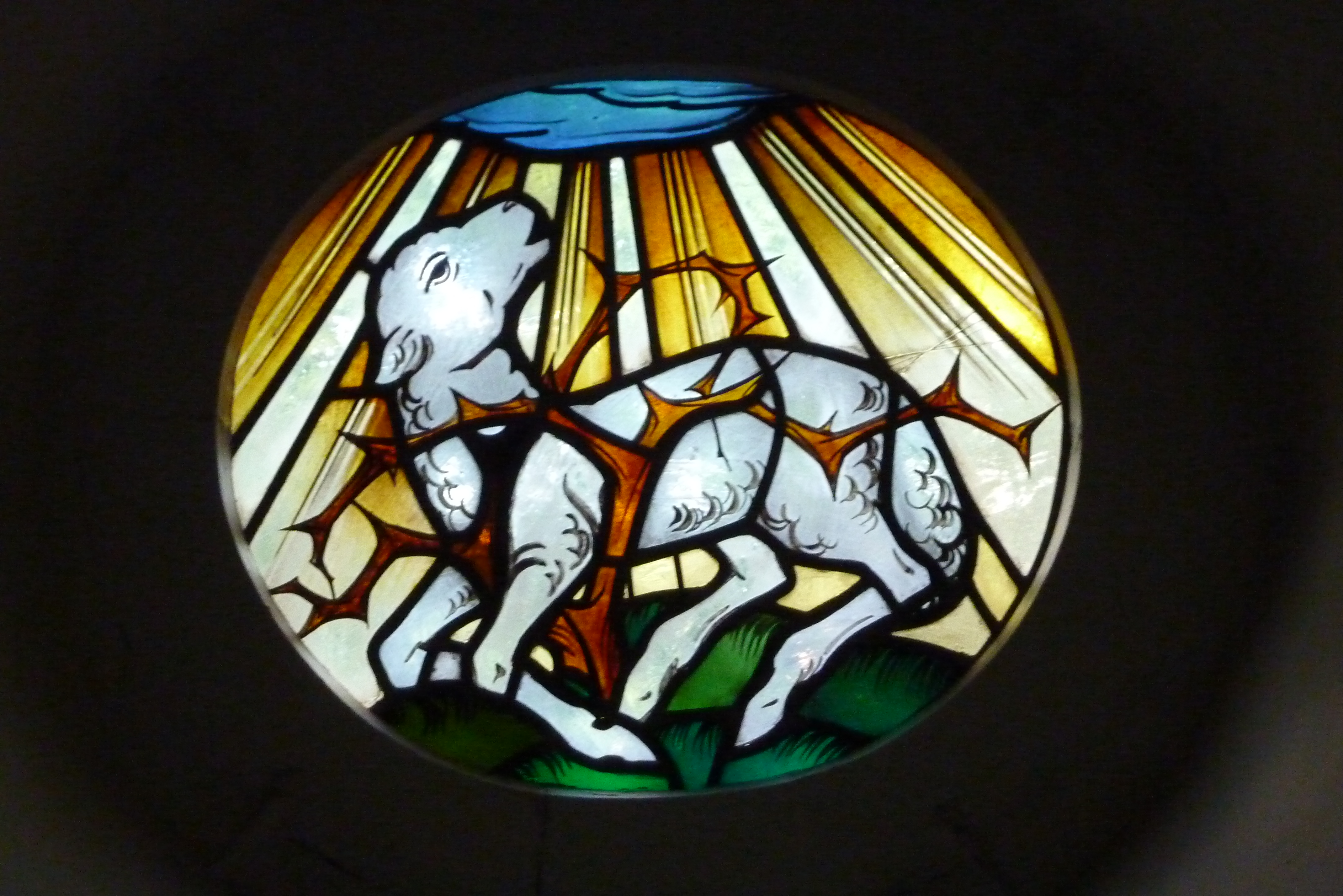
Das Bußsakrament
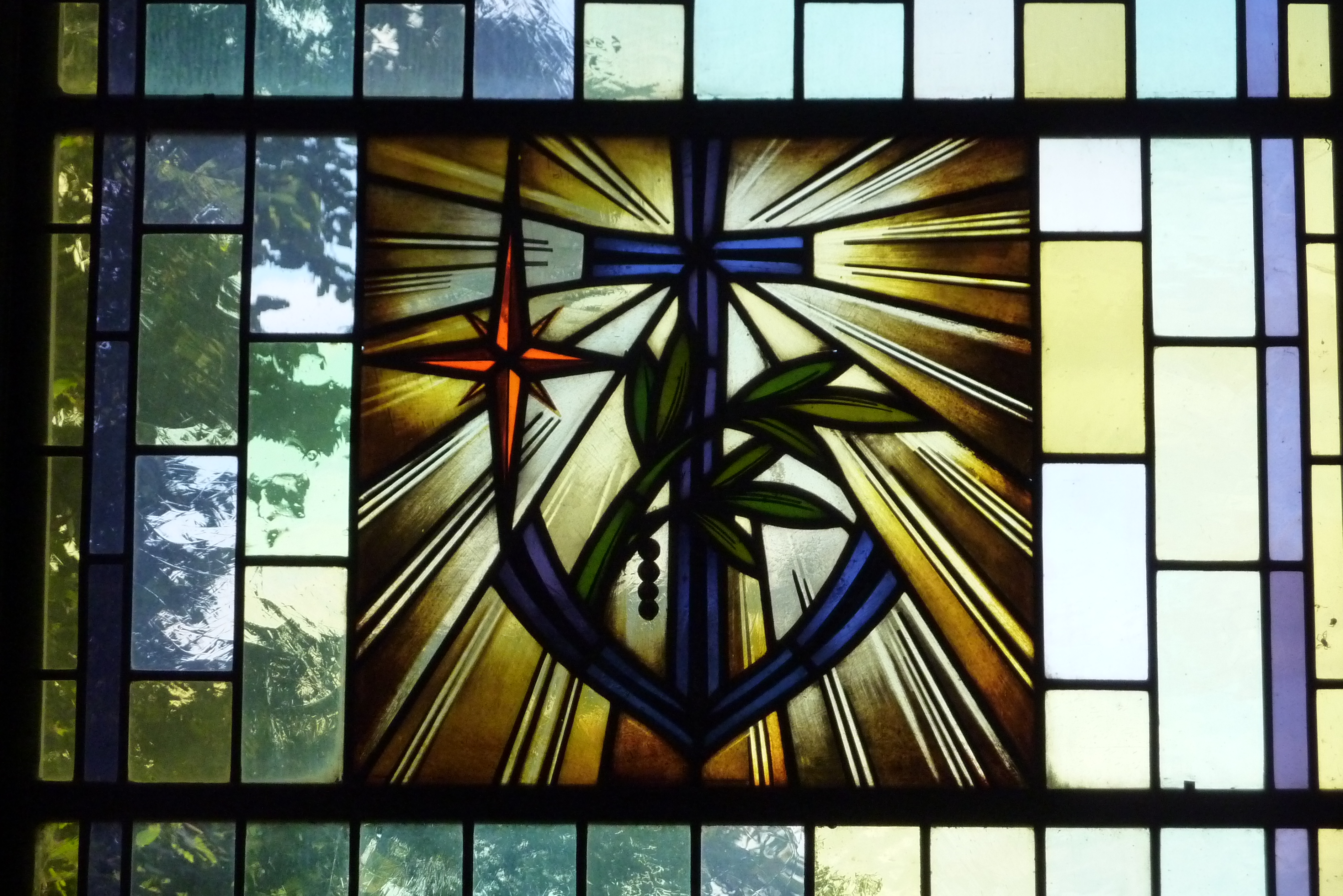
Die Krankensalbung
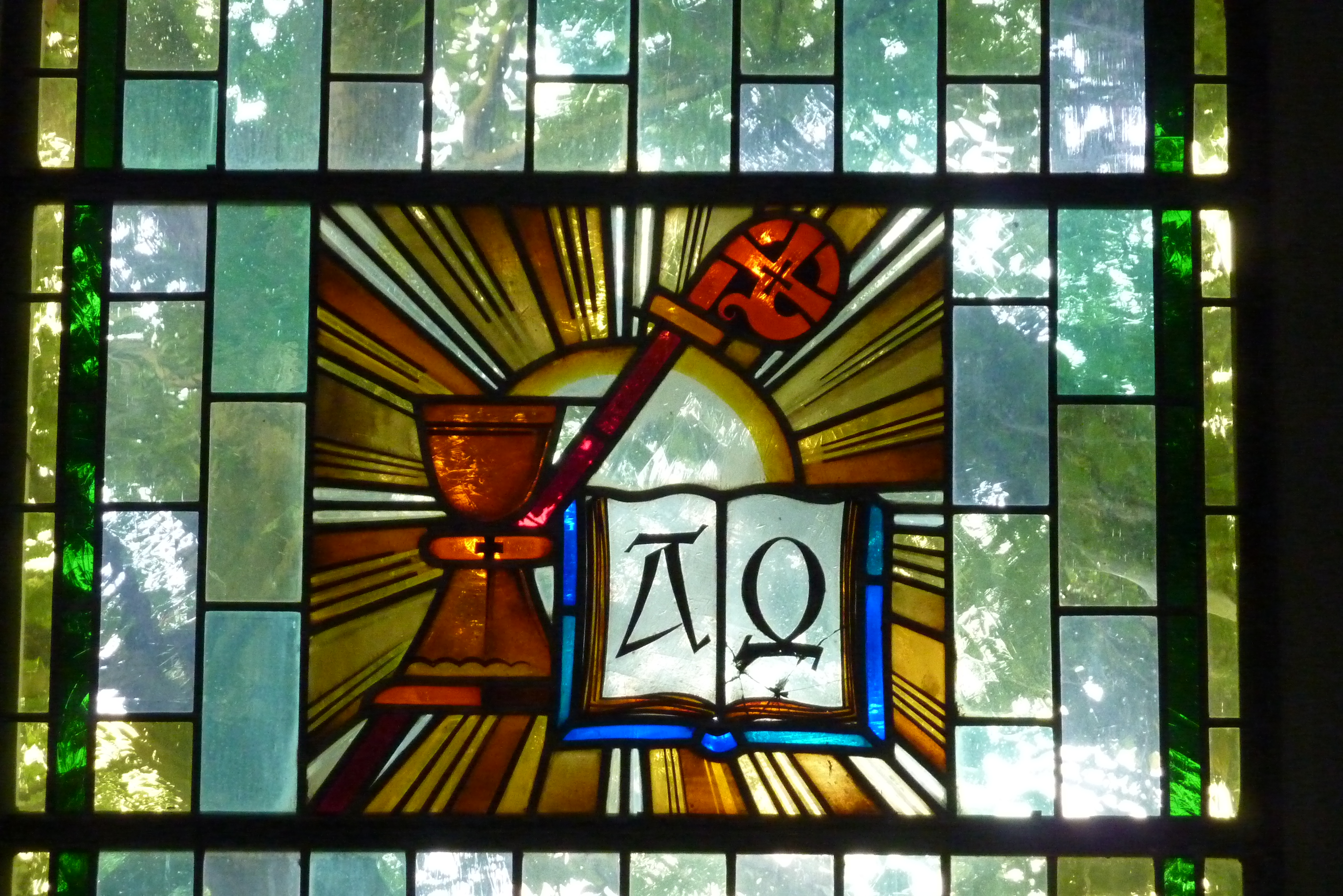
Das Sakrament der Weihe
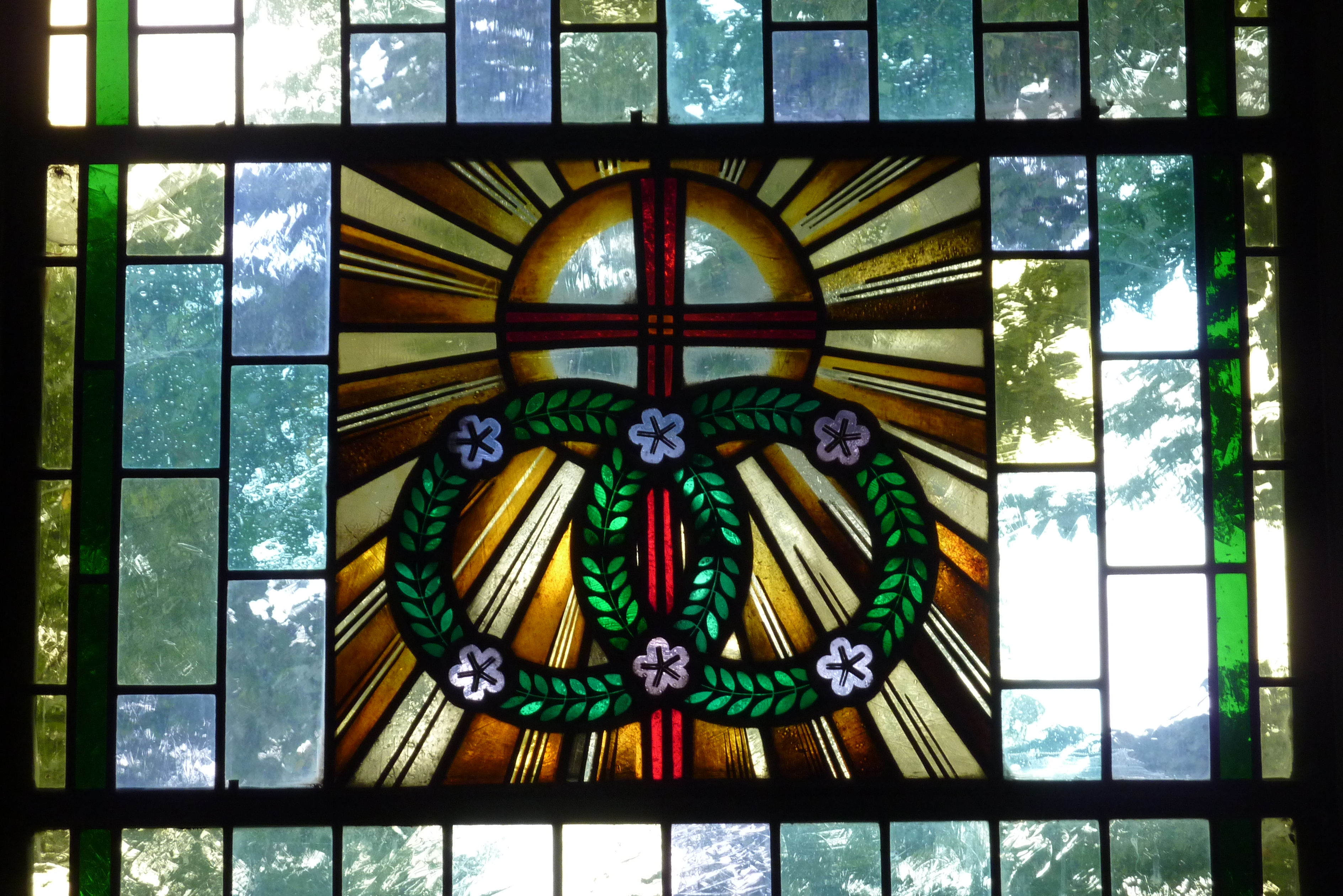
Die Ehe

### Orgel

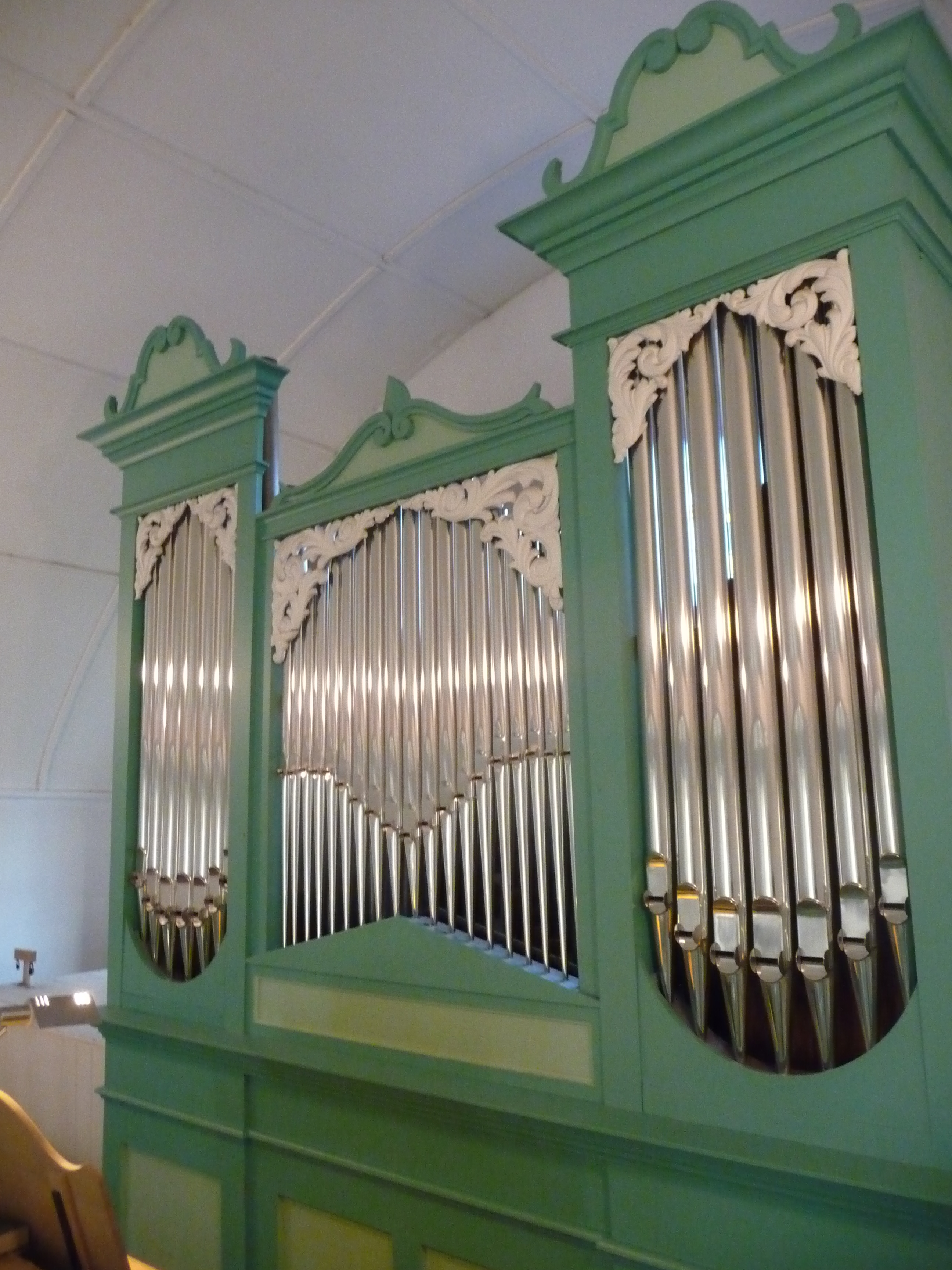
Voigt-Orgel mit neuem Prospekt

Das vorhandene Instrument ist das erste an dieser Stelle. Arno Voigt, Orgelbauanstalt aus Bad Liebenwerda, errichtete hier 1913 sein Opus 26 mit zwölf Registern (acht klingenden) und mit pneumatischer Spiel- und Registertraktur, verteilt auf zwei Manuale und Pedal. Wie die meisten noch erhaltenen Orgeln in der Region ist die Disposition durch die Spätromantik geprägt.
Wie an vielen Orten wurden auch hier die Prospektpfeifen im Zweiten Weltkrieg abtransportiert und für Rüstungszwecke eingeschmolzen. Von 2008 bis Anfang 2014 liefen umfangreiche Restaurierungsarbeiten, um die Orgel wieder in den ursprünglichen Zustand zu versetzen. Da alle Unterlagen noch erhalten sind, konnte die Orgelbaufirma Mitteldeutscher Orgelbau A. Voigt aus Bad Liebenwerda die Orgel original restaurieren. In einem Festgottesdienst am 27. April 2014 wurde sie wieder eingeweiht. Unter anderem nahmen die Wissenschaftsministerin des Landes Brandenburg Sabine Kunst und Ministerpräsident Dietmar Woidke an dem Gottesdienst teil.
Seither bildet die Kirche mit ihrer Orgel ein kulturelles Zentrum in dem fast monatlich Konzerte stattfinden.
Disposition:
| I Manual C–f3 |    |
| Principal     | 8′ |
| Gambe         | 8′ |
| Oktave        | 4′ |
| Waldflöte     | 2′ |

| II Manual C–f3 |    |
| Liebl. Gedackt | 8′ |
| Salicett       | 8′ |
| Flauto Dolzce  | 4′ |

| Pedal C–d1 |     |
| Subbass    | 16′ |

- Koppeln: II/I, I/P, II/P, Superoctavkoppel II/I
- Spielhilfen: Piano, Mezzoforte, Tutti

### Glocken
Im Jahr 1909, als die Kirche errichtet wurde, waren im Dachreiter zwei Bronzeglocken untergebracht. Bereits im Ersten Weltkrieg wurde die große Glocke für Rüstungszwecke eingeschmolzen. Die Gemeinde konnte kurz darauf eine neue große Glocke gießen lassen, sodass wieder zwei Glocken läuteten. Gegen Ende des Zweiten Weltkrieges musste auch diese Glocke wieder abgegeben werden. Die kleine Glocke indes wurde, auf einem Transport unter Kohlen versteckt, nach Schwarzheide in die katholische Hl.-Kreuz-Kirche gebracht, wo sie noch heute täglich zum Gebet und zur heiligen Messe läutet.
In den Jahren 1948/1949 wurde ein komplett neues Geläut bei der Firma Schilling & Lattermann in Apolda in Auftrag gegeben. Die drei Eisenhartgussglocken wurden 1949 geweiht.
Ein mechanisches Uhrwerk schlägt jede Viertelstunde auf die mittlere Glocke und die vollen Stunden auf die Große. Das Uhrwerk wird einmal pro Woche manuell aufgezogen und auch alle drei Glocken werden mit Seilen per Hand geläutet.
| Glocke | Name                 | Gussjahr | Gewicht | Schlagton |
| ------ | -------------------- | -------- | ------- | --------- |
| 1      | Cor Jesu (Herz Jesu) | 1949     | 500 kg  | b’        |
| 2      | Sancta Maria         | 1949     | 300 kg  | des’’     |
| 3      | St. Augustinus       | 1949     | 210 kg  | es’’      |